# Kamory Doumbia
Kamory Doumbia (ur. 18 lutego 2003 w Bamako) – malijski piłkarz, grający na pozycji ofensywnego pomocnika we francuskim klubie Stade Brestois 29 oraz w reprezentacji Mali. Uczestnik Pucharu Narodów Afryki 2023.

## Kariera klubowa
Swoją karierę piłkarską Doumbia rozpoczął w klubie Guidars FC. W sezonie 2019/2020 zadebiutował w jego barwach w drugiej lidze malijskiej i grał w nim do 2021. Wtedy też przeszedł do Stade de Reims. Swój debiut w nim zaliczył 9 stycznia 2022 w zremisowanym 0:0 wyjazdowym meczu z Clermont Foot 63. Zawodnikiem Reims był do zakończenia sezonu 2022/2023.
Latem 2023 Doumbia przeszedł do Stade Brestois 29. Zadebiutował w nim 23 września 2023 w wygranym 1:0 domowym meczu z Olympique Lyon.
| Sezon   | Klub             | Kraj    | Rozgrywki              | Mecze | Bramki |
| ------- | ---------------- | ------- | ---------------------- | ----- | ------ |
| 2019/20 | Guidars FC       | Mali    | II liga                | ?     | ?      |
| 2021    | Guidars FC       | Mali    | II liga                | ?     | ?      |
| 2021/22 | Stade de Reims   | Francja | Ligue 1                | 8     | 2      |
| 2021/22 | Stade de Reims B | Francja | Championnat National 2 | 14    | 8      |
| 2022/23 | Stade de Reims   | Francja | Ligue 1                | 26    | 2      |

## Kariera reprezentacyjna
W reprezentacji Mali Doumbia zadebiutował 23 września 2022 w wygranym 1:0 towarzyskim meczu z Zambią, rozegranym w Bamako. W 2024 roku powołano go do kadry na Puchar Narodów Afryki 2023. Rorzegrał w nim pięć meczów: grupowe z Południową Afryką (2:0), z Tunezją (1:1) i z Namibią (0:0), w 1/8 finału z Burkiną Faso (2:1) i ćwierćfinałowy z Wybrzeżem Kości Słoniowej (1:2 po dogrywce).